# Arturo Benítez
Arturo Benítez är en ort i Mexiko.   Den ligger i kommunen El Mante och delstaten Tamaulipas, i den centrala delen av landet, 400 km norr om huvudstaden Mexico City. Arturo Benítez ligger 63 meter över havet och antalet invånare är 106.
Terrängen runt Arturo Benítez är platt. Runt Arturo Benítez är det glesbefolkat, med 10 invånare per kvadratkilometer. Närmaste större samhälle är Ciudad Mante, 4,8 km väster om Arturo Benítez. Trakten runt Arturo Benítez består till största delen av jordbruksmark.